# Supercoppa di Germania 2015 (pallacanestro)
La Supercoppa di Germania 2015 (ufficialmente BBL Champions Cup 2015) è stata la 10ª edizione della Supercoppa di Germania.
La partita è stata disputata il 27 settembre 2015 presso la Brose Arena di Bamberga tra il Bamberger, campione di Germania 2014-15 e l'EWE Oldenburg, vincitore della BBL-Pokal 2015.

## Finale
| Bamberga 27 settembre 2015, ore 17:00 UTC+2 | Bamberger  | 87 – 66 (23-17, 46-29, 71-53) referto | EWE Oldenburg | Brose Arena (6.421 spett.) |
| \| \| \| \| \| Melli 17 \| Punti \| 20 Qvale \| \| Wanamaker 7 \| Assist \| 4 C. Kramer \| \| Melli 9 \| Rimbalzi \| 4 C. Kramer, Paulding, Smeulders \| \| 10 Theis• 11 Wanamaker• 12 Müller• 21 Miller• 34 Idbihi 4 Melli• 6 Zīsīs• 8 Staiger• 13 Strēlnieks• 20 Harris• 25 Olaseni• 33 Heckmann \| Formazioni \| 4 C. Kramer• 23 Paulding• 32 Aleksandrov• 41 Qvale• 44 Duggins 7 Wimberg• 10 D. Kramer• 12 Smeulders• 13 Bačak• 20 Prepelič• 21 Lockhart• 33 Schwethelem \| \| Andrea Trinchieri \| Allenatori \| Mladen Drijenčić \| |            | |               |                            |
| |            | |               |                            |
| Melli 17 | Punti      | 20 Qvale |               |                            |
| Wanamaker 7 | Assist     | 4 C. Kramer |               |                            |
| Melli 9 | Rimbalzi   | 4 C. Kramer, Paulding, Smeulders |               |                            |
| 10 Theis• 11 Wanamaker• 12 Müller• 21 Miller• 34 Idbihi 4 Melli• 6 Zīsīs• 8 Staiger• 13 Strēlnieks• 20 Harris• 25 Olaseni• 33 Heckmann | Formazioni | 4 C. Kramer• 23 Paulding• 32 Aleksandrov• 41 Qvale• 44 Duggins 7 Wimberg• 10 D. Kramer• 12 Smeulders• 13 Bačak• 20 Prepelič• 21 Lockhart• 33 Schwethelem |               |                            |
| Andrea Trinchieri | Allenatori | Mladen Drijenčić |               |                            |